# Харбедия, Аслан Эквтимович
Аслан Эквтимович Харбедия (21 января 1921, Поти — ?) — советский футболист, нападающий. Мастер спорта СССР (1939).

## Биография
Воспитанник юношеской команды г. Поти.
В 1939—1941, 1945—1946 годах в чемпионате СССР за «Динамо» Тбилиси провёл 62 матча (включая 5 аннулированных в 1941 году), забил 22 гола. В 1947 году был в составе ДО Тбилиси.
Серебряный призёр чемпионата СССР 1939 года, бронзовый призёр чемпионата 1946 года.
Финалист Кубка СССР 1939 года.
Окончил экономический факультет Тбилисского университета. Директор Тбилисского центрального универмага.
Награждён медалями «За трудовое отличие» (24.02.1946), «За трудовую доблесть». Удостоен звания «Заслуженный работник торговли Грузинской ССР», награждён почетной грамотой Президиума Верховного Совета Грузинской ССР. Депутат Тбилисского городского Совета.